# Alange
Per Alanje a la província del Chiriquí (Panamà) vegeu Alanje
Alange és un municipi de la província de Badajoz, a la comunitat autònoma d'Extremadura.